# 側位
側位（そくい）は、人間の性交体位の一種。

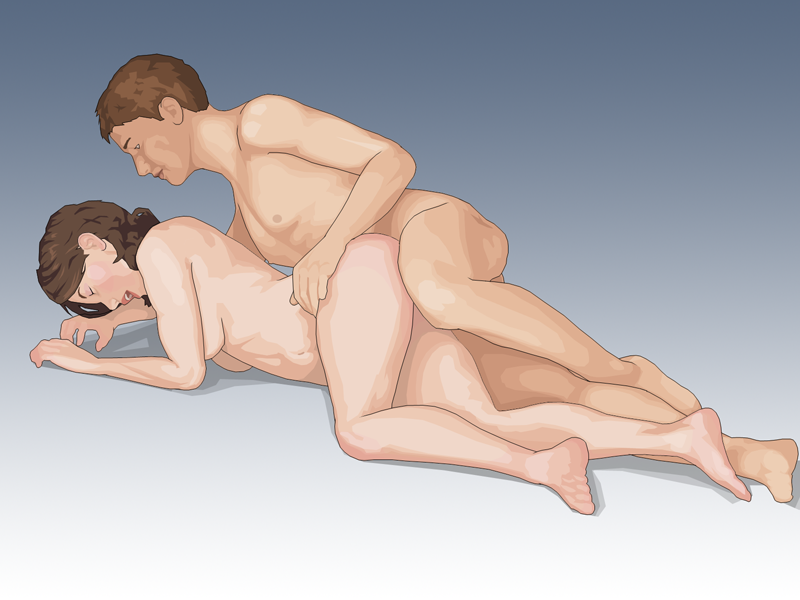
背面側位

男女が横向き（脇腹の一方を下に付けた体勢）で、性器を結合させる。正常位や後背位の変形。
男女が、対面する体勢を取る対面側位と、女性の背後から男性が挿入する背面側位がある。深い挿入は難しいが、男性の腰への負担は少ない。
対面側位は、男性女性ともに横腹を下に抱き合うように身体を密着させる。男性は片腕で女性の上の脚を抱きかかえるようにして挿入し、さらに抱き寄せるようにして腰を動かす。
背面側位は、横腹を下に横たわる女性の背後から男性は横たわり、女性は上の脚を自分の胸に引きよせ、男性は挿入し、上げられた太ももを持ちながら腰を動かす。女性が脚を開き、上の脚を天井に向け高く上げ、男性がその脚を支えながら腰を動かすパターン、女性が男性の首に片腕を回しかけ、互いの表情が見えるようにするパターン、男性が女性の乳房などを愛撫しながら挿入するパターンもある。